# Svetovno mladinsko prvenstvo v veslanju
Svetovno mladinsko prvenstvo v veslanju je mednarodna veslaška regata, ki jo vsako leto organizira Mednarodna veslaška zveza. Na tem svetovnem prvenstvu lahko nastopijo veslači, ki so v tistem koledarskem letu dopolnili 18 let ali mlajši. V olimpijskem letu je mladinsko svetovno prvenstvo združeno s članskim 
Prvo mladinsko svetovno prvenstvo je bilo organizirano leta 1967.

## Prvenstva
- 2014: Hamburg, Nemčija (6.-10. avgust)
- 2013: Trakai, Litva (7.-11. avgust)
- 2012: Plovdiv, Bolgarija (18.-21. julij)
- 2011: Dorney Lake, Dorney, Združeno kraljestvo (3.-6. avgust)
- 2010: Racice, Češka (4.-7. avgust)
- 2009: Brive-la-Gaillarde, Francija (5.-8. avgust)
- 2008: Ottensheim, Avstrija (22.-28. julij)
- 2007: Shunyi Peking, Ljudska republika Kitajska (8.-11. avgust)
- 2006: Amsterdam, Nizozemska (2.-5. avgust)
- 2005: Brandenburg, Nemčija (3.-6. avgust)
- 2004: Jezero Banyoles, Banyoles, Španija (27. julij - 1. avgust)
- 2003: Schinias, Atene, Grčija (5-9 August)
- 2002: Trakai, Litva (7.-10. avgust)
- 2001: Duisburg, Nemčija (7.-11. avgust)
- 2000: Zagreb, Hrvaška (1.-6. avgust)
- 1999: Plovdiv, Bolgarija (4.-8. avgust)
- 1998: Ottensheim, Avstrija (4.-8. avgust)
- 1997: Hazewinkel, Belgija (6.-10. avgust)
- 1996: Strathclyde Country Park, Motherwell, Škotska (5.-11. avgust)
- 1995: Poznań, Poljska (1.-5. avgust)
- 1994: München, Nemčija (2.-6. avgust)
- 1993: Årungen, Norveška (4.-8. avgust)
- 1992: Montreal, Kanada (12.-15. avgust)
- 1991: Jezero Banyoles, Španija (1.-4. avgust)
- 1990: Aiguebelette, Francija (1.-5. avgust)
- 1989: Szeged, Madžarska (1.-6. avgust)
- 1988: Milano, Italija (3.-7. avgust)
- 1987: Köln, Nemčija (5.-9. avgust)
- 1986: Roudnice, Češkoslovaška (30. julij - 3. avgust)
- 1985: Brandenburg, Nemčija (7.-11. avgust)
- 1984: Jönköping, Švedska (18j-21. julij)
- 1983: Vichy, Francija (3.-7. avgust)
- 1982: Piediluco, Italija (4.-8. avgust)
- 1981: Pančarevo, Sofija, Bolgarija (4.-8. avgust)
- 1980: Hazewinkel, Belgija (13.-17. avgust)
- 1979: Moskva, Rusija (14.-18. avgust)
- 1978: Beograd, Jugoslavija (29.-30. julij)
- 1977: Tampere, Finska (4.-7. avgust)
- 1976: Villach, Avstrija (11.-14. avgust)
- 1975: Montreal, Kanada (6.-10. avgust)
- 1974: Ratzeburg, Nemčija (1.-4. avgust)
- 1973: Holme Pierrepont, Nottingham, Anglija (1.-4. avgust)
- 1972: Milano, Italija (2.-5. avgust)
- 1971: Blejsko jezero, Jugoslavija (28.-31. julij)
- 1970: Ioannina, Grčija (5.-8. avgust)
- 1969: Lago di Patria, Italija (6.-10. avgust)
- 1968: Amsterdam, Nizozemska (2.-4. avgust)
- 1967: Ratzeburg, Nemčija